# Na łączach
Na łączach (jap. インストール Insutōru) – japoński film obyczajowy z 2004 roku w reżyserii Kei Kataoka.

## Opis fabuły
Nastolatka Asako Nozawa postanawia zrobić sobie wolny dzień w szkole i zastanowić się nad swoją przyszłością. Przypadkowo spotkany 10-letni Kazuyoshi Aoki podsuwa jej pewien pomysł i wprowadza w świat cyberprzestrzeni, oferujący wiele możliwości, także finansowych. Asako zostaje kobietą on-line i udając starszą niż jest, wkrada się do świata dorosłych.

## Obsada
- Aya Ueto jako Asako Nozawa
- Shichinosuke Nakamura jako Kouichi
- Ryunosuke Kamiki jako Kazuyoshi Aoki
- Rei Kikukawa jako Momoko-sensei
- Hijiri Kojima jako Kayori
- Yoshiko Tanaka jako Megumi Kasa

i inni